# Земетчино
Земе́тчино — посёлок городского типа в Пензенской области, административный центр Земетчинского района.

## География
Посёлок расположен на северо-западе Пензенской области, в 212 км от Пензы, при впадении реки Машня в Вышу. Посёлок занимает площадь 1406 га.

## История
Впервые Земетчино упоминается в 1684 году как село Рождественское. Это имя получено по Христорождественской церкви, построенной в селе (не сохранилась). Название «Земетчино» встречается в документах начиная с 1722 года и связано, как предполагают, с земцами (бортниками) — добытчиками мёда от диких пчёл. Помимо бортничества первые поселенцы занимались также сельским хозяйством, охотой, дегтярным и кожевенным промыслами.
Развитию села способствовало его расположение на Керенском тракте. В 1849 году по распоряжению графини Софьи Львовны Нарышкиной в Земетчино строится сахарный завод, с которым связано и происхождение герба посёлка с изображением сахарной свёклы.
В 1882 году на народные средства построена каменная церковь, в селе грамотных — 69 мужчин и 1 женщина, 21 учащийся мальчик и 4 девочки. К 1910 в селе 3 школы, в 1892 году была проведена железная ветка от станции Вернадовка до села Земетчина,  а в 1902 году от Земетчина до станции Кустаревка. В 1913 в селе имение княгини Ольги Петровны Долгорукой, её свеклосахарный завод, 2-классное училище министерства народного просвещения, 2-классное училище при заводе Долгорукой, церковно-приходская школа, земская больница, больница при имении Долгорукой, амбулатория при земской больнице, ветеринарный пункт, частная аптека, потребительское общество, земский страховой участок, 2 ярмарки, базар. К 1923 действовали сахарный завод, винный завод, товарищество свеклосевов, почтово-телеграфное отделение, детский сад, клуб при сахарном заводе, народный дом (в нём театральный кружок). Библиотека, агрономический и ветеринарные участки, 2 больницы, амбулатория и др.
С 1928 года село — районный центр Земетчинского района Тамбовского округа Центрально-Чернозёмной области, с 1939 года — в Пензенской области.
В 1934 году в селе находились центральные усадьбы колхозов «Завет Ильича», «Прогресс», «Охотник».
В 1934—1937 годах здесь существовал Земетчинский театр (колхозно-совхозный филиал Московского Малого театра, за время его деятельности дано 130 спектаклей).
В ноябре 1938 года Земетчино присвоен статус посёлка городского типа.
В 1980-е — центральная усадьба совхоза имени Ф. Д. Кулакова.

## Известные уроженцы
- Епископ Сергий (Зайчиков) — Архиерей Русской Православной Церкви. Епископ Алапаевский и Ирбитский.

## Климат
Климат умеренный континентальный.
- Среднегодовая относительная влажность воздуха — 77 %. Среднемесячная влажность — от 61 % в мае до 87 % в ноябре.
- Среднегодовая скорость ветра — 3,0 м/с. Среднемесячная скорость — от 2,3 м/с в июле и августе до 3,6 м/с в декабре [3].

| Показатель              | Янв.  | Фев.  | Март  | Апр.  | Май  | Июнь | Июль | Авг. | Сен. | Окт.  | Нояб. | Дек.  | Год   |
| ----------------------- | ----- | ----- | ----- | ----- | ---- | ---- | ---- | ---- | ---- | ----- | ----- | ----- | ----- |
| Абсолютный максимум, °C | 6,7   | 8,3   | 17,9  | 30,4  | 35,2 | 38,2 | 41,1 | 40,7 | 33,8 | 26,2  | 15,1  | 10,1  | 41,1  |
| Средняя температура, °C | −8,1  | −8,8  | −3,3  | 6,7   | 14,1 | 18,1 | 20,1 | 18,1 | 12,2 | 5,5   | −1,9  | −6,9  | 5,5   |
| Абсолютный минимум, °C  | −43,1 | −40,1 | −34,8 | −19,4 | −8,6 | −1,7 | 2,5  | 0,0  | −8,9 | −25,4 | −37,2 | −39,4 | −43,1 |
| Норма осадков, мм       | 42    | 31    | 31    | 28    | 44   | 69   | 64   | 49   | 52   | 49    | 47    | 42    | 548   |
| Источник: .             |       |       |       |       |      |      |      |      |      |       |       |       |       |

## Население
| 1862    | 1897    | 1926    | 1939    | 1959    | 1970    | 1979    |
| ------- | ------- | ------- | ------- | ------- | ------- | ------- |
| 2208    | ↗3194   | ↗5375   | ↗9312   | ↗11 720 | ↘11 200 | ↘11 156 |
| 1989    | 2002    | 2009    | 2010    | 2011    | 2012    | 2013    |
| ↗11 876 | ↗12 088 | ↘11 062 | ↘10 772 | ↘10 717 | ↘10 548 | ↘10 362 |
| 2014    | 2015    | 2016    | 2017    | 2018    | 2020    | 2021    |
| ↘10 223 | ↘10 143 | ↘9954   | ↘9796   | ↘9633   | ↘9309   | ↗9622   |

## Постсоветский период

### Промышленность
В пгт Земетчино функционириуют сахарный завод, механический завод, хлебозавод, филиал Радиозавода, швейная фабрика. Также, в 1990-е годы здесь функционировали маслозавод и пивоваренный завод.

### Здравоохранение
В рабочем посёлке находится районная больница, а также имеются аптеки.

### Образование
В Земетчино имеется 3 детских сада, 3 школы - 2 корпуса МБОУ "Лицей" и школа №3, музыкальная школа, филиал Нижнеломовского многопрофильного техникума.

### Культура и искусство
В рабочем посёлке находится Дом культуры.  Среди памятников архитектуры на левом берегу р. Раевки сохранился усадебный комплекс кирпичных и деревянных зданий с парком (памятник архитектуры 19 в.), здания сахарного завода и здание филиала Московского Малого театра. В центре посёлка имеется Храм Рождества Христова.

### Спорт
В рабочем посёлке имеются бассейн и спортивная школа. 

## Транспорт
В 1893 году в Земетчино проведена железная дорога (ныне участок Вернадовка — Кустарёвка Куйбышевской железной дороги).
В советскую эпоху посёлок имел прямое железнодорожное сообщение с Москвой (поезд Москва—Вернадовка).
Посёлок имеет автобусное сообщение с Пензой.
Автодорога Земетчино — Вадинск — Кувак-Никольское связывает его с федеральной трассой М5 «Урал», а дорога Земетчино — Поим — с трассой Р209 Пенза — Тамбов.